# Brian Keene
Brian Keene (* 22. September 1967) ist ein US-amerikanischer Schriftsteller, der überwiegend Horrorliteratur schreibt.
Er gewann zweimal den Bram Stoker Award der Horror Writers Association: 2001 für das nicht-fiktionale Werk Jobs in Hell, 2003 für seinen Debüt-Roman The Rising, eine post-apokalyptische Zombie-Story.
Das erste in deutscher Sprache erschienene Buch ist eine Sammlung von Kurzgeschichten mit dem Titel Angst vor dem Sturz (im Original Fear Of Gravity). Die deutsche Ausgabe erschien 2006 bei Eloy Edictions.
Die deutsche Erstveröffentlichung von The Rising und dessen Fortsetzung City of the Dead erschien im Dezember 2006 als Sammelband unter dem Titel Das Reich der Siqqusim – Auferstehung & Stadt der Toten beim Otherworld-Verlag.

## Werke (Auswahl)

### The Rising
1. The Rising, 2003.
  - Das Reich der Siqqusim – Auferstehung & Stadt der Toten, Otherworld, 2006, ISBN 3950218513.
  - Auferstehung, Heyne, 2011, ISBN 3-453-52812-3.
2. City of the Dead, 2005.
  - Das Reich der Siqqusim – Auferstehung & Stadt der Toten, Otherworld, 2006, ISBN 3950218513.
  - Stadt der Toten, Heyne, 2011, ISBN 3-453-52811-5.
3. The Rising: Selected Scenes from the End of the World, 2013.
4. The Rising: Deliverance, 2015.

### Die Levi Stoltzfus-Reihe
1. Dark Hollow, ursprünglich veröffentlicht als The Rutting Season[3], 2006.
  - Der Satyr, Festa, 2018, ISBN 3-86552-627-6.
2. Ghost Walk, 2008.
  - Ghost Walk – Pfad des Unheils, Festa, 2023, ISBN 978-3-98676-048-9.
3. A Gathering of Crows, 2010.
  - Eine Versammlung von Krähen, Festa, 2013, ISBN 3-86552-206-8.
4. The Last of the Albatwitches, 2015.
  1. The Witching Tree (Novelle), zuerst veröffentlicht in Is There A Demon In You, 2011.
  2. The Last of the Albatwitches (Novelle), 2015.

  - Der Hexerbaum, Festa, 2020, ohne ISBN, Limitiert auf 999 Stück.

  1. Der Hexerbaum (Novelle).
  2. Die letzten Albatwitche (Novelle).
  3. Hausbesuch (Kurzgeschichte).
  4. Durch dunkle Spiegel (Kurzgeschichte).
5. The Valley of the Yunwi Tsunsdi (Kurzgeschichte), veröffentlicht in der Anthologie Centralia: Epicenter, 2020.
6. Bloody Roots (Kurzgeschichte), veröffentlicht in der Anthologie Deathrealm: Spirits, 2023.

### Die Wurmgötter (Earthworm Gods)
1. Earthworm Gods, 2005 (2006 als The Conqueror Worms und 2012 unter dem ursprünglichen Titel wiederveröffentlicht).
  - Die Wurmgötter, Otherworld, 2007, ISBN 3950218599.
2. Earthworm Gods II: Deluge, 2013.
3. Earthworm Gods: Selected Scenes From the End of the World, 2013.

### The Lost Level
1. The Lost Level, 2015.
2. Return to the Lost Level, 2018.
3. Hole in the World (Prequel zu The Lost Level), 2019.

### The Labyrinth
Die Bücher dieser Reihe wurden jeweils zuerst als Fortsetzungsromane auf Keenes Patreon-Seite veröffentlicht, bevor sie regulär – als gedruckte Bücher beziehungsweise eBooks – herausgegeben wurden.
1. The Seven, 2021.
2. Submerged, 2022.
3. Splintered, 2023.

### Einzelwerke
- Terminal, 2005.
- White Fire (Novelle), 2006 (2018 wiederveröffentlicht).
- Take the Long Way Home, 2006 (zuerst in limitierter Auflage, dann 2011 unlimitiert wiederveröffentlicht).
  - Der lange Weg nach Hause, Otherworld, 2008, ISBN 978-3-90260-701-0.
- Tequila's Sunrise (Novelle), 2007 (2011 wiederveröffentlicht).
- Ghoul, 2007.
  - Leichenfresser, Festa, 2010, ISBN 3-86552-207-6.
- Dead Sea, 2007.
  - Totes Meer, Heyne, 2010, ISBN 978-3-453-52705-8.
- Kill Whitey, 2008.
  - Kill Whitey, Otherworld, 2010, ISBN 978-3-8000-9527-8.
- Darkness On The Edge Of Town , 2008.
  - Am Ende der Straße, Heyne, 2011, ISBN 3-453-52849-2.
- Castaways, 2009.
  - Die Verschollenen, Heyne, 2011, ISBN 3-453-52742-9.
- Urban Gothic, 2009.
  - Urban Gothic, Festa, 2013, ISBN 3-86552-208-4.
- Scratch (Novelle), 2010.
- An Occurrence in Crazy Bear Valley (Novelle), 2010.
- The Cage (Novelle), 2010.
  - Eingesperrt, Atlantis, 2011, ISBN 978-3-94125-896-9.
- Entombed, 2011.
  - Tief begraben, Festa, 2014, ISBN 3-86552-312-9.
- The Complex, 2016.
  - Der Komplex, Festa, 2022, ISBN 978-3-86552-991-6.
- Pressure, 2016.
- School's Out (Novelle), 2017.
- With Teeth (Novelle), 2021.

### Kurzgeschichtensammlungen
- Fear of Gravity, 2004.
  - Angst vor dem Sturz, Eloy Edictions, 2006, ISBN 3-938411-07-4.
- Jack's Magic Beans, 2011.
  - Jacks magische Bohnen, Atlantis, 2012, ISBN 3864020387.

Daneben wurden zahlreiche Geschichten von Brian Keene in Anthologien u. ä. veröffentlicht.